# Jean-Jacques Busino
Œuvres principales
- Un café, une cigarette
- Cancer du Capricorne

Jean-Jacques Busino ou Giacomo Busino, né le 16 janvier 1965 à Genève de parents italien. Son acte de naissance est établi au nom de Giacomo Ugo Busino. Ces premiers papiers suisses seront établis au nom de Jean-Jacques Hugues Busino. Romancier suisse de langue française, auteur de roman policier et de littérature d'enfance et de jeunesse.

## Biographie
Fils d'un père sociologue et d'une mère historienne d'art, il grandit au milieu des livres. D'abord animateur dans un centre d'accueil spécialisé, il a une vingtaine d'années quand il se lance dans la vente avec un magasin de disques qui devient également une société de production et d'enregistrement.
En 1981 il publie une première nouvelle, Cinq minutes de la vie d'un homme après un requiem dans la revue Polar, et se lance dans une carrière littéraire en 1993 lorsque François Guérif publie son premier roman noir, Un café, une cigarette, dans la collection Rivages/Noir, qui narre le destin d'un jeune homme idéaliste découvrant à Naples l'exploitation des enfants par la Mafia dans le milieu sordide de la prostitution juvénile. Le Bal des capons (1997) se déroule dans une Suisse aux antipodes de la société d'opulence qui lui est souvent accolée et raconte l'assassinat d'un père abject et violent par son fils.  Dans ses récits policiers, Busino est souvent affilié aux auteurs Jim Thompson et Robin Cook[réf. nécessaire].  
Cancer du Capricorne (2009), qui remporte le prix Pittard de l'Andelyn en 2011, est un roman psychologique, doublé d'un réquisitoire contre l'inhumanité de la médecine moderne. Histoire croisée d'un homme qui tombe malade à 35 ans et qui voit son fils mourir lentement après un accident. 

## Œuvre

### Romans policiers
- Un café, une cigarette, Rivages/Noir no 172, 1993
- Dieu a tort, Rivages/Noir no 236, 1995
- Le Bal des capons, Rivages/Noir no 278, 1997
- Au nom de piètre qui a l'essieu, Baleine no 103 « Le Poulpe », 1997
- La Nuit des otages, Zulma, 1997
- La Dette du diable, Rivages/Noir no 311, 1998
- Le Théorème de l'autre, Rivages/Noir no 358, 2000
- Cancer du Capricorne, Éditions Payot & Rivages, 2009

### Ouvrages de littérature d'enfance et de jeunesse
- Classe foot, Syros, « Souris noire » no 46, 1999
- Sac de nœuds, Flammarion, « Tribal », 1999
- Chicoutimi : jusqu'où les eaux sont profondes, Flammarion, « Tribal », 2002

### Nouvelles
- Cinq minutes de la vie d'un homme après un requiem, dans Polar no 17, 1981
- Une nuit de la mort qui tue, dans le recueil collectif Neuf morts et demi, Zulma, « Quatre-bis » no 7, 1997
- Fils de Naples, dans le recueil collectif Naples, Eden no 1, 1999

## Prix et distinctions
- Prix Pittard de l'Andelyn 2011 pour Cancer du Capricorne

## Sources
- Claude Mesplède (dir.), Dictionnaire des littératures policières, vol. 1 : A - I, Nantes, Joseph K, coll. « Temps noir », 2007, 1054 p. (ISBN 978-2-910-68644-4, OCLC 315873251), p. 331-332.